# Mauro Bettin
Mauro Bettin (Miane, 21 dicembre 1968) è un ex ciclista su strada e mountain biker italiano.
Professionista dal 1994 al 1997, ottenne una vittoria di tappa al Tour de Suisse 1996.

## Carriera
Tra i dilettanti ottenne alcuni successi, tra cui quelli alla Vicenza-Bionde, al Giro d'Oro e al Tour du Hainaut nel 1993 in maglia MG Boys Maglificio-Doni.
Passò professionista nel 1994 con la GB-MG Maglificio; nel 1995 corse con la Aki-Gipiemme mentre nel biennio 1996-1997 vestì i colori della Refin-Mobilvetta. I suoi principali successi nella massima categoria furono una tappa e la classifica generale del Niederösterreich Rundfahrt e il Grote Prijs Jef Scherens nel 1994, il Gran Premio di Mendrisio nel 1995 e una tappa al Tour de Suisse nel 1996; sempre nel 1996 fu secondo all'Amstel Gold Race. Nei quattro anni da pro partecipò anche a tre edizioni del Giro d'Italia, due del Tour de France e una della Vuelta a España.
Dal 1999 al 2008 ha praticato la mountain bike, nella specialità del marathon. Vinse i campionati europei nel 2002 e la Coppa del mondo nel 2005. Nel 2003 fu quinto ai mondiali.

## Palmarès

### Strada
- 1991 (dilettanti)

Gran Premio Santa Rita
Targa d'Oro Città di Varese
Gran Premio Sovizzo - Piccola Sanremo
4ª tappa Giro della Valle d'Aosta (Gignod > Les Gets)
- 1993 (dilettanti)

Vicenza-Bionde
Giro d'Oro
7ª tappa Tour du Hainaut (Leuze > Estaimpuis)
Classifica generale Tour du Hainaut
- 1994

3ª tappa Niederösterreich Rundfahrt
Classifica generale Niederösterreich Rundfahrt
Grote Prijs Jef Scherens
- 1995

Gran Premio di Mendrisio
- 1996

9ª tappa Tour de Suisse (Zurigo > Zurigo)

### Mountain bike
- 2002

Campionati europei, Cross country marathon
- 2005

Classifica finale Coppa del mondo, Cross country marathon
- 2009

Red Bull Road Rage (Cortina d'Ampezzo)

## Piazzamenti

### Grandi Giri
- Giro d'Italia

1995: 84º
1996: 64º
1997: 88º
- Tour de France

1995: 99º
1996: fuori tempo massimo (6ª tappa)
- Vuelta a España

1997: 59º

### Classiche monumento
- Milano-Sanremo

1995: 35º
1996: 87º
1997: 45º
- Giro delle Fiandre

1996: 47º
- Parigi-Roubaix

1996: 13º
- Liegi-Bastogne-Liegi

1995: 37º

### Competizioni mondiali
- Mondiali di MTB

Lugano 2003 - Marathon: 5º
- Coppa del mondo di MTB

2005 - Marathon: vincitore
2006 - Marathon: 7º